# Альбидона
Альбидона (итал. Albidona) — город в Италии, расположен в регионе Калабрия, подчинён административному центру Козенца (провинция).
Население составляет 1781 человек, плотность населения составляет 28 чел./км². Занимает площадь 63 км². Почтовый индекс — 87070. Телефонный код — 00981.
Покровителем города считается Архангел Михаил. Праздник города ежегодно празднуется 8 мая.